# ني نو كوني
ني نو كوني (بالإنجليزية: Ni no Kuni)‏ هي عبارة عن سلسلة من ألعاب فيديو تقمص الأدوار نشرتها بانداي نامكو في جميع أنحاء العالم وتم تطويرها ونشرها بواسطة ليفل-5 في اليابان. تتبع الألعاب الأولى في السلسلة بشكل رئيسي الشاب أوليفر ، ورحلته إلى عالم آخر لإنقاذ والدته وإيقاف إيقاع الشر. يتبع تتمة إيفان بيتيوسيكر تيلدروم، وهو ملك صبي تم اغتصابه من قلعته ، وينطلق لاستعادة مملكته. تستخدم الألعاب العديد من العناصر السحرية ، مما يسمح للاعبين باستخدام القدرات السحرية أثناء اللعب ، بالإضافة إلى المخلوقات المعروفة باسم فاميليرز، والتي يمكن ترويضها من أجل ملاءمتها أثناء المعركة.
تم إطلاق ني نو كوني: دومينيون أوف ذا دارك دجن كمشروع للاحتفال بالذكرى السنوية العاشرة للمطور ليفل-5، في ديسمبر 2010 لجهاز الـ نينتندو دي أس. وصدرت نسخة مطورة من اللعبة لجهاز بلاي ستيشن 3، ني نو كوني: راث أوف ذا وايت ويتش، تم إصدارها في اليابان في نوفمبر 2011. تم تطوير الألعاب بشكل منفصل ، مع الاحتفاظ بقصص مماثلة ، ولكنها تتميز بأعمال فنية ورسومات كبيرة وتغييرات في المواصفات. تم نشر نسخة مترجمة من اللعبة في المناطق الغربية بواسطة بانداي نامكو في يناير 2013. تم إصدار التكملة بعنوان نينو كوني 2: ريفينانت كيندوم، على مايكروسوفت ويندوز وبلاي ستيشن 4 في مارس 2018. كما تم إنتاج ثلاث ألعاب محمولة: قصص هوتوريت في ديسمبر 2010 من خلال خدمة رويد و دايبوكن مونسرز في مايو 2012 من خلال خدمة Gree و كروس ورلدز في عام 2020. يتابع الأول قصة أوليفر و مارك وهما يحاولان العثور على قطع غيار لسيارة، والأخير هو لعبة بطاقة اجتماعية يقوم فيها اللاعبون بجمع البطاقات التي تحمل صورة إيماجين.
تم إنتاج مسلسل الرسوم المتحركة لـ دومينيون أوف ذا دارك دجن و وارث أوف ذا ويتش بواسطة إستوديو غيبلي، وتم تأليف النوتة الأصلية بواسطة جو هيسايشي و ري كوندو. كان العمل الفني أيضًا مستوحى بشكل كبير من إنتاجات إستوديو غيبلي الأخرى. كان تطوير الشخصية - خاصةً تلك الخاصة بأوليفر وأصدقائه - محورًا كبيرًا للتطور ، وكان يهدف إلى جعل الأطفال يتعاطفون مع الشخصيات ولكي يعيش الكبار فترة المراهقة. اختار المطورون في البداية التطوير لـ نينتندو دي أس نظرًا لملاءمتها للعب ، واستخدموا لاحقًا قوة بلاي ستيشن 3 لإمكانياتها الكاملة لتقديم العالم بتفاصيل رائعة.
تم الإشادة بالألعاب في هذه السلسلة باعتبارها من بين أفضل ألعاب لعب الأدوار الحديثة. استهدف المراجعون في الغالب مدحهم إلى عناصر معينة من الألعاب: التصميم المرئي، وتشابهه مع عمل إستوديو غيبلي السابق؛ الشخصيات والقصة، لمصداقيتها وتعقيدها؛ الموسيقى التصويرية، وقدرة هيساشي على التقاط جوهر عالم اللعبة؛ وطريقة اللعب الفريدة، لا سيما من حيث قدرتها على مزج الصيغ من سلاسل ألعاب تقمص الأدوار الأخرى. كما فازت الألعاب بجوائز من العديد من منشورات الألعاب. في مايو 2018 ، ذكرت شركة بانداي نامكو أن السلسلة شحنت 2.8 مليون نسخة حول العالم. تم إصدار فيلم رسوم متحركة من إنتاج شركة أو إل إم. ووزعته شركة وارنر برذرز. في عام 2019.

## الألعاب
ني نو كوني: دومينيون أوف ذا دارك دجن تم إصدارها في اليابان في 9 ديسمبر 2010، لجهاز نينتندو دي أس. بعد وفاة والدته، ينطلق أوليفر في رحلة إلى عالم آخر لإنقاذها. إلى جانب الجنية شيزوكو ، يلتقي أوليفر مع مارو وجايرو في الطريق، اللذان يساعدانه في الرحلة. بعد استعادة ثلاثة أحجار سحرية لإكمال عصا لهزيمة جابو، يكتشف أوليفر أنه لا يستطيع إنقاذ والدته ، لكنه يتعهد بحماية العالم بغض النظر. يهزم جابو، الذي يستخدم قوته للتأكد من أن أوليفر لا يموت كذلك.
ني نو كوني: هترويت ستوريز تم إصدارها في اليابان في 9 ديسمبر 2010 للهواتف المحمولة من خلال خدمة رويد الخاصة بهم. إنها تتبع قصة أوليفر وصديقه ، اللذين ابتكروا سيارة مخصصة من خلال العثور على أجزاء حول هوترويت ، وشقوا طريقهم في النهاية إلى مصنع مهجور ومواجهة مخلوقات.
ني نو كوني: راث أوف ذا وايت ويتش تم إصدارها للـ بلاي ستيشن 3 في اليابان في 17 نوفمبر 2011، وتم نشره في المناطق الغربية بواسطة نامكو بانداي في يناير 2013؛ تم إصدار اللعبة لـ نينتندو سويتش في سبتمبر 2019 إلى جانب إصدار معاد التصنيع لـ مايكروسوفت ويندوز وبلاي ستيشن 4. اللعبة هي نسخة محسنة من دومينيون أوف ذا دارك دجن؛ الحبكة متطابقة تقريبًا، وتتميز بنهاية ممتدة. تم أيضًا تغيير بعض أسماء الشخصيات؛ تم تغيير شيزوكو إلى دريبي، و مارو إلى إيسذير، و جايرو إلى سواين، و لارس إلى مارساسين، و جابو إلى شادار، من بين آخرين. بعد هزيمة شادار، تظهر الساحرة البيضاء وتلقي تعويذة تحول المواطنين إلى مخلوقات تشبه الموتى الأحياء. عندما عكس أوليفر وأصدقاؤه التعويذة ، اكتشفوا أن الساحرة البيضاء كانت في يوم من الأيام ملكة شابة تدعى كاسيوبيا ذات نوايا نبيلة ، ولكن تم التلاعب بها في الرغبة في تدمير العالم. بعد أن هزم أوليفر الساحرة البيضاء ، عادت إلى طبيعتها السابقة ، وأعلنت أنها تكرس حياتها لتعويض أفعالها. ثم يعود أوليفر إلى حياته القديمة في موتورفيلا.
ني نو كوني: دايبوكن مونسترز تم إصدارها في اليابان في 11 مايو 2012، للأجهزة المحمولة من خلال خدمة GREE. يسافر اللاعبون إلى عالم آخر ويجمعون بطاقات تضم إيماجين. محتجز من العالم الآخر محاصر في كل بطاقة؛ من خلال قلب البطاقة، يكون للاعبين القدرة على استخدام قدرات المحتل أثناء المعارك.
ني نو كوني 2: ريفينانت كيندوم تم إصدارها لـ مايكروسوفت ويندوز وبلاي ستيشن 4 في 23 مارس 2018. تدور القصة حول الملك إيفان بيتي ويسكر تيلدروم، الذي اغتصب من قلعته ، وشرع في استعادة مملكته. يساعده رولاند، زائر من عالم آخر، وتاني، ابنة رئيس قراصنة جوية.
ني نو كوني: كروس ورلدز سيتم إصداره للـ أندرويد وآي أو إس في اليابان عام 2020 ، من تطوير شركة نيتماربل. تتبع اللعبة اختبارًا تجريبيًا لـ "Project N" ، وهي لعبة واقع افتراضي خيالية. وستشمل أيضًا خمس فئات للشخصيات ، بالإضافة إلى ميزة مملكة متعددة اللاعبين مع قتال لاعب ضد لاعب.